# Viktor Kingissepp
Viktor Kingissepp (12jul./ 24 de marzo de 1888greg., Kaarma, Estonia – 4 de mayo de 1922, Tallin, Estonia) fue un político comunista, dirigente del Partido Comunista (Bolchevique) de Estonia. 

## Biografía
Fue detenido por la policía secreta estonia KAPO el 1 de mayo de 1922 y ejecutado por traición poco después. El gobierno soviético cambió el nombre de la ciudad de Yámburg a "Kingisepp" en su honor. Durante el período de dominio soviético de Estonia tras la Segunda Guerra Mundial la ciudad de Kuressaare también se denominó "Kingissepa" en 1952 (el nombre original fue restaurado en 1988).